# Пальчиковы
Пальчиковы — дворянский род.
Фамилии Пальчиковых, многие Российскому Престолу служили разные дворянские службы, и жалованы были от Государей в 1690 и других годах поместьями
Дворянский род Пальчиковых заметно проявил себя в России в эпоху «смуты» начала XVII века. Афанасий Пальчиков направлен царём Борисом Годуновым в Польшу, дабы изобличить во лжи «расстригу» — будущего Лжедмитрия I.
Его сын Гордей († 1624) поддерживал царя Василия Шуйского в его борьбе против Лжедмитрия II и отвечал за сбор средств в составе второго ополчения. Позднее, будучи головой Казанского стрелецкого приказа, по распоряжению воеводы князя Ивана Одоевского, он выследил и захватил атамана Ивана Заруцкого, Марину Мнишек и её сына.

## Описание герба
В щите имеющем серебряное поле изображен Орел без головы красного цвета с распростёртыми крыльями, у которого вместо головы означена золотая Звезда шестиугольная.
Щит увенчан дворянскими шлемом и короной. Нашлемник: три страусовых пера. Намёт на щите серебряный, подложенный красным. Герб рода Пальчиковых внесен в Часть 3 Общего гербовника дворянских родов Всероссийской империи, стр. 68.

## Известные представители
- Пальчиков Родион Кикулин - стряпчий (1661).
- Пальчиков Иван Михайлович - стряпчий (1682), стольник (1686-1692).
- Пальчиков Константин Викулин - московский дворянин (1692)[1].
- Пальчиков Филипп Петрович -  (1682—1744) — русский кораблестроитель, сподвижник Петра I, корабельный мастер, статский советник.
- Пальчиков Владимир Петрович -  (1804—1842) — выпускник Царскосельского лицея, статский советник, псковский прокурор,